# Actieve veiligheid
Onder actieve veiligheid wordt verstaan alles wat er op en rond een voertuig of machine wordt gedaan om de kans op een ongeval te beperken.
Dit in tegenstelling tot passieve veiligheid (alles wat de gevolgen van een ongeval beperkt)
Actieve veiligheid bij auto's:
- antiblokkeersysteem
- gescheiden remsysteem
- electronic stability program
- verlichting rondom
- bestuurdersuitzicht (smalle raam- en deurstijlen etc.)
- spiegels
- claxon
- banden

Actieve veiligheid bij motorfietsen:
- integraal remsysteem
- antiblokkeersysteem
- banden
- spiegels
- verlichting
- startbeveiliging
- tractiecontrole
- slipkoppeling
- tyre-pressure monitoring system